# Vytautas Mačernis
Vytautas Mačernis (n. 5 iunie 1921, Q12679522⁠(d), Plungė District Municipality⁠(d), Lituania – d. 7 octombrie 1944, Žemaičių Kalvarija⁠(d), Plungė District Municipality⁠(d), Lituania) a fost un poet lituanian.

## Biografie
Mačernis s-a născut în satul Šarnelė (acum în municipiul Plungė), părinții săi au fost Vladas Mačernis și Elžbieta Mačernienė. El a fost cel de-al doilea cel mai mare dintre cei 13 frați ai săi (dintre care 6 au murit în copilărie). A crescut în satul său natal, unde a scris cele mai multe dintre poeziile sale. Bunica sa, care a murit în 1934, apare în majoritatea poemelor sale ca o amintire caldă și plăcută, deoarece relația poetului cu bunica sa era mult mai apropiată decât cea cu mama sa. 
În 1935 a terminat Seda Progymnasium și și-a continuat studiile la gimnaziul Telšiai. În gimnaziu, Vytautas a început să scrie poezii. Biografii îi descriu personalitatea ca fiind retrasă și grijulie în acei ani. 
Vytautas Mačernis a studiat limba și literatura engleză în Kaunas și filosofia la Universitatea din Vilnius. A participat la cursuri legate de Istoria Lituaniei, precum și la cele ale lui Vincas Krėve, Vincas Mykolaitis-Putinas, a participat la seminariile lui Balys Sruoga. În 1943, când universitatea a fost închisă în timpul ocupației naziste, s-a întors în satul său de origine, unde a studiat singur astronomia și fizica, a tradus operele lui Oscar Milosz, a studiat limba franceză și a planificat să studieze la Universitatea Sorbona. Mačernis era interesat de limbi străine și putea să vorbească germană, engleză, franceză, italiană, rusă, latină și greacă, în afară de limbile autohtone, dialectul samogitan și lituaniana standard.
Mačernis a murit în 1944.

## Lucrări
Mačernis și-a dedicat scurta viață pentru căutarea scopului vieții umane. A încercat să răspundă la întrebări ca: De ce trăim pe Pământ? Care este scopul omenirii pe Pământ? De ce există o lume plină de suferință, durere și de ură?
Prima sa poezie a fost publicată în 1936, iar ultima în octombrie 1944. El a scris sonete, viziuni, triolete, cântece și scurte poezii aforistice. 
Singurul ciclu pe care l-a putut termina a fost Vizijos (Viziuni, 1939-1942). El a creat, de asemenea, 81 de sonete ale ciclului Metų (Ani) din cele 96 planificate, 14 Dainos apie save (Cântece despre mine), precum și prologul poeziei Žmogaus apnuoginta širdis.
Multe poezii scrise de Vytautas Mačernis sunt filozofice, strâns legate de existențialism, deoarece subiectul liric trăiește adesea suferință spirituală pentru că nu înțelege lumea, fiind străin în ea. Lumea exterioară este adesea descrisă ca ostilă și incognoscibilă. În ciclul Viziuni lumea are imaginea unei „nopți acerbe”, este ca un „vânt vagabond” sau ca o „pasăre rătăcitoare pierdută în spațiu”. 
O persoană sensibilă, Mačernis a fost afectat de calamitățile celui de-al doilea război mondial și de ocupațiile sovietice și naziste ulterioare. Poeziile sale erau pline de jale și de culori întunecate.
Volumul său  Viziuni a fost publicat în 1947 la Roma; un volum denumit Poezie i-a fost publicat la Chicago în 1961. Poezia sa a fost ignorată în Republica Sovietică Socialistă Lituaniană până la sfârșitul anului 1970.